# 科埃尔体育场
科埃尔体育场（荷蘭語：De Koel，荷蘭語發音：[də ˈkul]）是一座位於荷蘭林堡省芬洛的多用途運動場，現主要用作足球比賽，亦是VVV-芬洛的主場。
運動場於1974年啟用，並分別在2003年及2007年翻修及擴建，現能容納8,000名觀眾。